# Meringis cummingi
Meringis cummingi är en loppart som först beskrevs av C.Fox 1926.  Meringis cummingi ingår i släktet Meringis och familjen mullvadsloppor. Inga underarter finns listade i Catalogue of Life.